# Xestia triphaenoides
Xestia triphaenoides là một loài bướm đêm trong họ Noctuidae.